# Myosciurus pumilio
Myosciurus pumilio es una especie de roedor de la familia Sciuridae.

## Distribución geográfica
Se encuentran en Camerún, República del Congo, Guinea Ecuatorial, y Gabón. 

## Hábitat
Su hábitat natural son: tierras de baja altitud subtropicales o tropicales bosques húmedos.

## Estado de conservación
Se encuentra amenazada de extinción por la pérdida de su hábitat natural.